# Tambo art
Le tambo art (田んぼアート, Tanbo āto), ou art des rizières, est une forme de Land art née, au début des années 1990, sur l'île de Honshū, dans le Nord du Japon. Il consiste à réaliser, en plantant du riz de formes et de couleurs variées dans des rizières, des œuvres picturales géantes illustrant des thèmes du patrimoine culturel national. Imaginé et créé par des habitants du village d'Inakadate situé à environ 25 km au sud-ouest d'Aomori, chef-lieu de la préfecture du même nom, cet art s'est développé et propagé, au milieu des années 2000, dans tout le Japon et même au-delà, dans des pays asiatiques de tradition rizicole : la Chine, la Corée du Sud, Taïwan, les Philippines, et ailleurs dans le monde, comme en France.
De nombreux villages japonais trouvent dans l'installation et l'entretien d'œuvres de tambo art sur leur territoire une occasion de développement du tourisme afin de maintenir une économie locale en déclin du fait du vieillissement de la population.

## Histoire

### Inakadate: un village de tradition rizicole

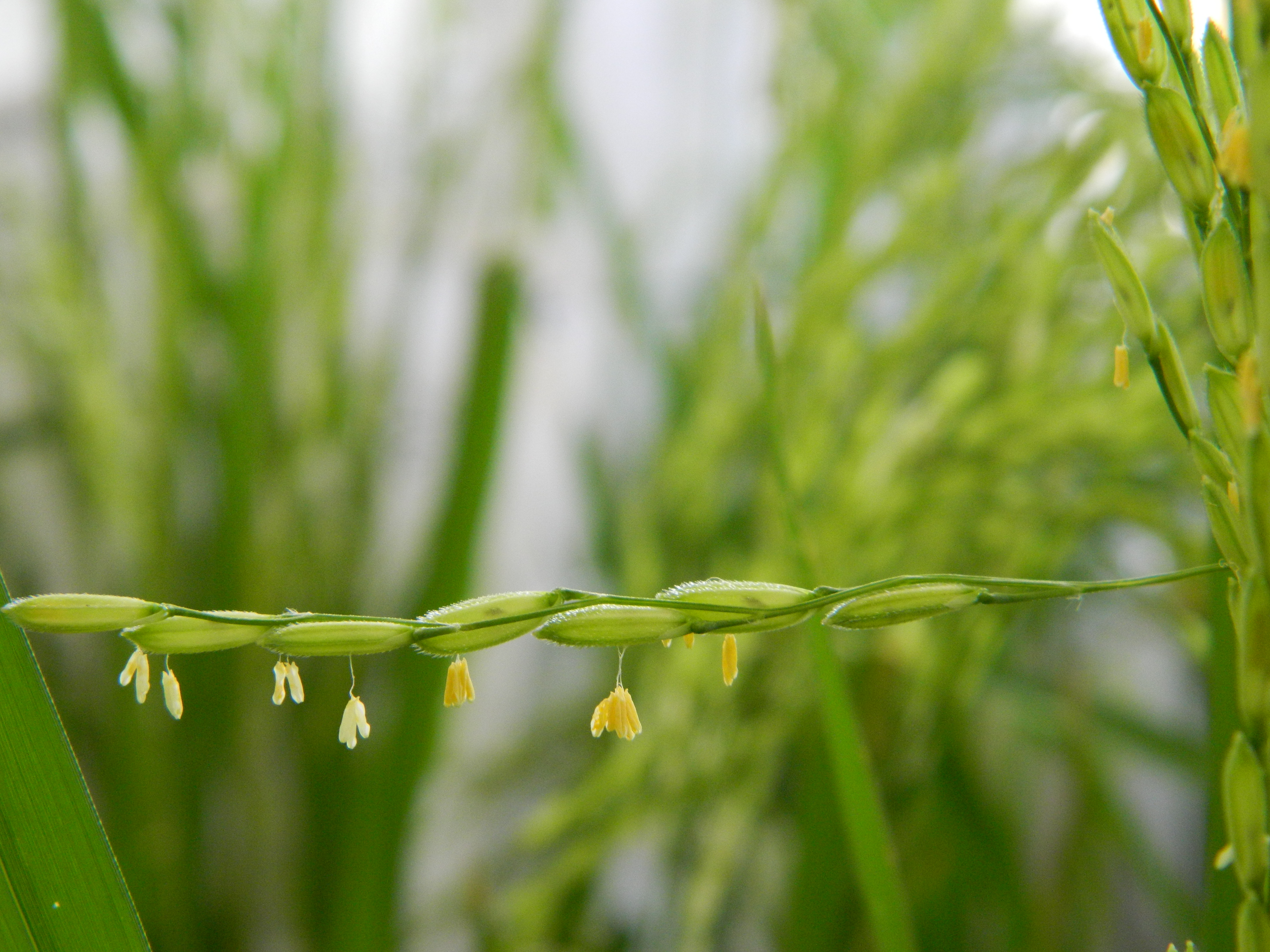
Fleur de riz, fleur symbole d'Inakadate.

Le village d'Inakadate est situé sur l'île de Honshū, dans la préfecture d'Aomori, à environ 555 km, au nord-est de Tokyo, capitale du Japon. En 1981, l'établissement d'un chantier pour la construction d'une route près du village, met au jour des traces d'anciennes rizières. Des fouilles archéologiques révèlent alors que le riz est cultivé dans la région depuis plus de 2 000 ans. L'endroit, appelé Tareyanagi, est un site archéologique classé site historique national le 11 avril 2000. Il comprend des vestiges de champs de riz de la période Yayoi (~400 av. J.-C.- ~250),. La datation du mobilier archéologique du site met en lumière l'existence, dans le Nord du Japon, d'une culture du riz dès le Ier siècle de l'ère commune, alors que l'hypothèse la plus répandue dans la communauté scientifique la faisait remonter au IVe siècle.

### Naissance dutambo art
En 1993, les villageois d'Inakadate, cherchant à redonner vie à l'économie de leur village à la population vieillissante — de 1980 à 2015, la proportion des plus de 65 ans est passée de 11,2 à 31,6 %, tandis que celle des moins de 16 ans a chuté de 21,7 à 11,2 % —, décident d'honorer cette longue tradition historique de riziculture et de mettre en valeur la surface agricole utile de leur village qui occupe plus de la moitié des 22,35 km2 de sa superficie. Pour ce faire, ils organisent des visites de leur village au cours desquelles ils font découvrir leur savoir-faire rizicole ancestral,. Au fil des années, des centaines de visiteurs, puis plus d'un millier, viennent à Inakadate pour assister à la mise en terre du riz, réalisée à la main chaque printemps, et à sa récolte chaque automne.

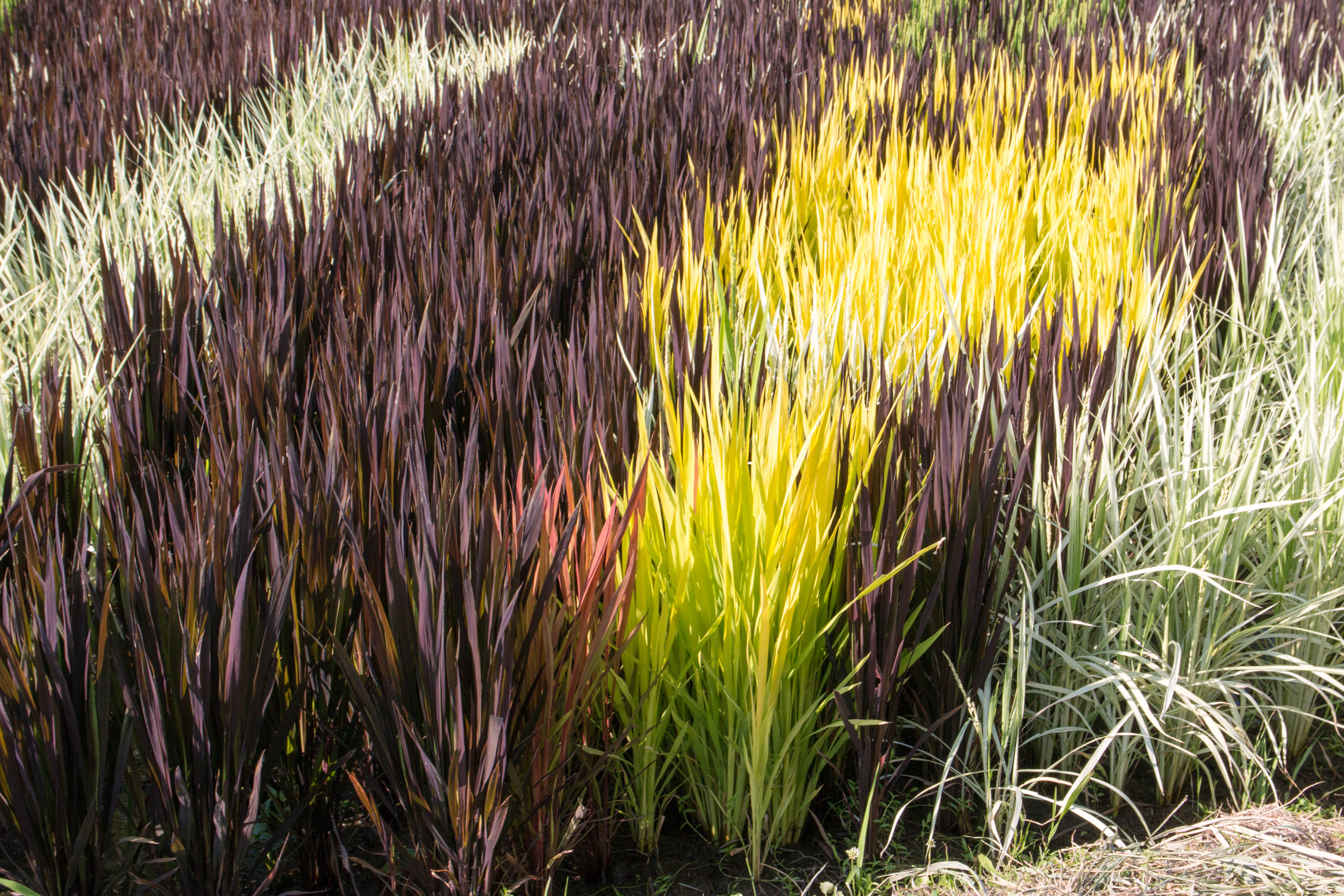
Plants de riz de couleurs différentes.

Encouragé par ce modeste succès, le personnel de la mairie aménage un champ de riz derrière l'hôtel de ville et y plante des plantules de riz de trois couleurs différentes pour figurer le mont Iwaki, un volcan de la région connu aussi sous le nom de « Tsugaru Fuji », et un message : « Inakadate, un village de la culture du riz »,,. Le dessin, réalisé par des dizaines de bénévoles occupe une surface de 2 500 m2. L'idée de confectionner un tel tableau végétal a germé dans l'esprit d'un employé de la mairie alors qu'il observait des écoliers attelés à la réalisation d'un projet de classe. M. Hanada, chargé à la mairie de trouver de nouvelles idées pour développer le tourisme dans le village, avait été intrigué par le fait que les jeunes gens, venus découvrir la culture du riz, mélangeaient, dans leurs expérimentations de riziculture, des plants de deux couleurs différentes : vert clair et violet foncé.
En 2002, à l'occasion des dix ans de leur projet, les villageois d'Inakadate décident de le proposer à une émission de télévision de la NHK : « 千人の力 Power of the Thousand ». Le programme du groupe audiovisuel public, qui met en avant les projets originaux de revitalisation locale ayant mobilisé au moins mille personnes, sélectionne leur nouvelle création, qui mélange trois variétés du riz asiatique (l'une jaune, une autre violette, et une variété locale appelée « Tsugaru roman, »), est plus grande (15 000 m2) et d'allure plus artistique que la précédente — elle représente deux épis de riz formant symboliquement le mont Iwaki, sous un ciel d'où émerge un disque lunaire vert —,,. Le « tambo art » est né. Depuis, chaque année, une création originale est réalisée et présentée au public,.

### Développement
En 2003, la reproduction de La Joconde, célèbre peinture de Léonard de Vinci, figurait une Mona Lisa qui avait l'air enceinte, ce qui incita les organisateurs de la manifestation culturelle à recourir au service d'une personne capable de créer un patron précis,.
Les années suivantes, les villageois améliorent leur technique et rendent leur œuvre plus complexe en introduisant des effets de perspective et de nouvelles variétés de riz,. Ainsi, en 2007, leur représentation de la Vague de Hokusai, attire 240 000 visiteurs venus de tout le Japon.

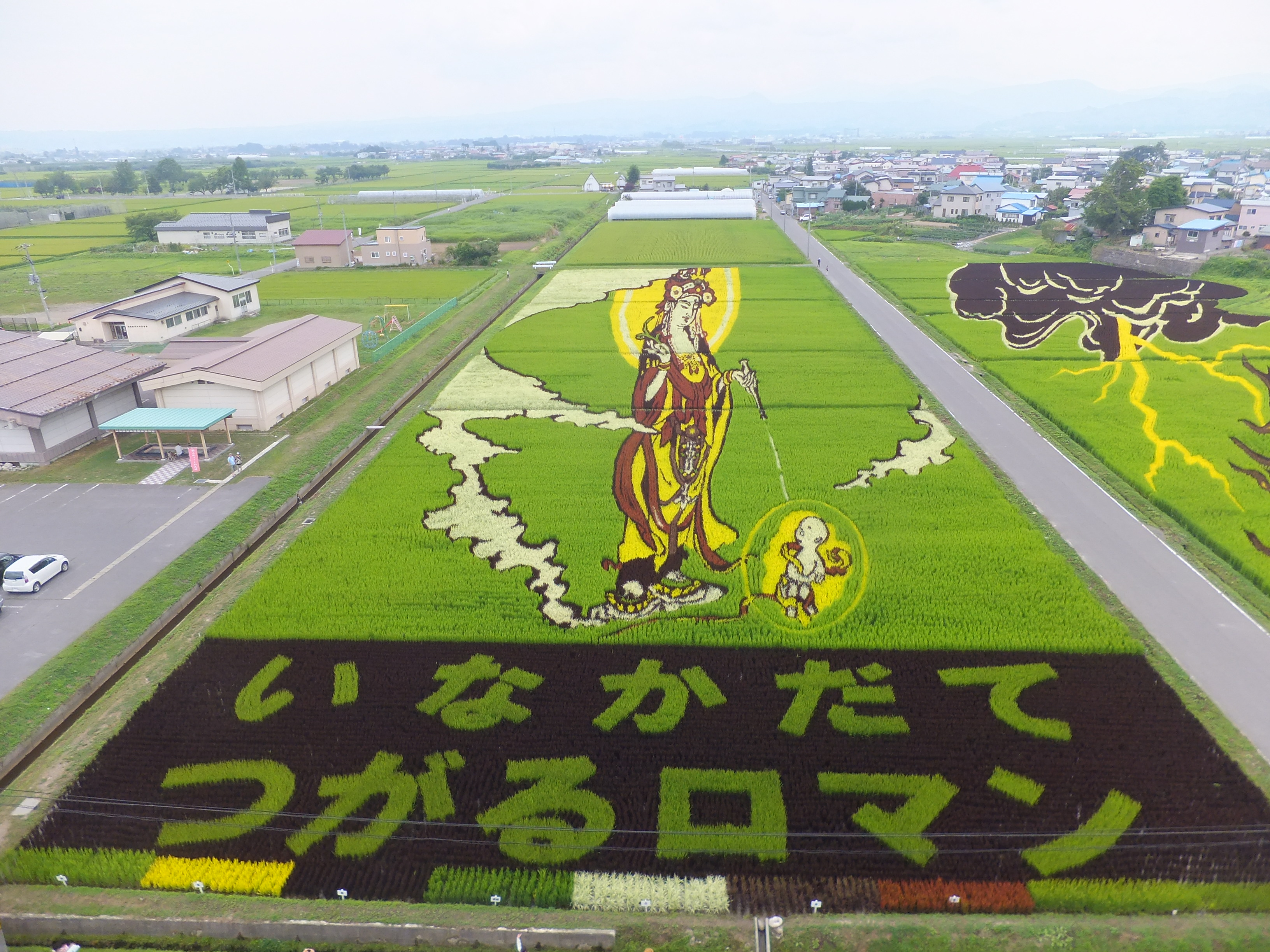
Hibo kannon d'après Kanō Hōgai (2012).

En 2012, pour le vingtième anniversaire du tambo art, 1 200 volontaires, dont l'acteur de cinéma Taiyō Sugiura, se mobilisent en mars pour mettre en terre des milliers de plants de riz de sept variétés différentes,. La technique picturale des villageois s'affine grâce à l'introduction, un an plus tôt, de l'ordinateur pour élaborer des patrons d'une précision accrue. La catastrophe de Fukushima, survenue en mars 2011 dans le sud-est de la région de Tōhoku, ses milliers de victimes, hantant tous les esprits, le thème de la compassion et du repos des âmes défuntes est retenu. Devant la mairie, la renaissance printanière de la rizière et sa floraison estivale font apparaître une représentation de Fudō Myōō, le dieu du feu, protecteur de la nation qui aide ses fidèles à surmonter les épreuves de la vie, et de Hibo kannon, la déesse mère miséricordieuse, telle que peinte par Kanō Hōgai, un artiste du XIXe siècle,. Sur un second site, ouvert la même année, une autre œuvre figure les sept divinités de la bonne fortune dans leur bateau-trésor, guidés par un dragon d'eau noir, symbole zodiacal chinois de l'année 2012, et un robot géant imaginé quarante plus tôt par le mangaka Gō Nagai : Mazinger Z.
En 2013, le village d'Inakadate s'offre une nouvelle gare pour faciliter l'accès des touristes aux différentes manifestations culturelles liées au tambo art. La gare de Tamboāto, située à moins de 500 m de la gare d'Inakadate sur la ligne Kōnan, n'est en service que d'avril à novembre. Fin septembre 2014, l'empereur du Japon Akihito et l'impératrice Michiko effectuent une visite officielle dans la préfecture d'Aomori. Le couple impérial, accompagné de plusieurs membres de l'Agence impériale, passe quelques heures à Aomori, Hachinohe et Kuroishi,. Le 25, à l'heure du déjeuner, il fait une escale à Inakadate pour admirer les œuvres de tambo art élaborées cette année-là : le mont Fuji et une tennyo, nymphe céleste d'une grande beauté, protagoniste de la Légende du vêtement de plumes, un conte traditionnel japonais. 5 000 badauds de tous les âges, massés autour de la mairie, le saluent en agitant des milliers de drapeaux japonais,.
En 2015, avec des œuvres rendant hommage au cinéma américain, l'événement culturel, désormais de renommée internationale, rassemble 340 000 visiteurs ; il intègre aussi un tableau composé avec des pierres de quatre couleurs différentes (« stone art ») et figurant un acteur japonais célèbre, Ken Takakura, mort l'année précédente.

## Installations d'Inakadate

### Planification
Chaque année, en février, un comité de villageois d'Inakadate se réunit pour décider du thème à développer pour l'œuvre de tambo art de l'année suivante. Ensuite, une première ébauche de l'œuvre à créer pour l'année en cours est réalisée à la main, et les variétés de riz à utiliser sont choisies. Un patron est dessiné par ordinateur, puis le modèle est concrétisé sur le terrain à l'aide d'instruments d'arpentage,.
Au printemps le riz est planté par des centaines de bénévoles et il faut attendre la mi-juillet pour voir les fresques végétales prendre forme.
La première œuvre réalisée dans les années 1990 occupait une superficie d'environ 2 500 m2, en 2013, le « canevas végétal » s'étalait sur une surface six fois plus grande.

### Créations annuelles
| Année | Thème                                                                                |
| ----- | ------------------------------------------------------------------------------------ |
| 2003  | La Joconde de Léonard de Vinci                                                       |
| 2006  | Fūjin et Raijin de Tawaraya Sōtatsu                                                  |
| 2007  | La Vague du peintre Hokusai                                                          |
| 2008  | Les divinités japonaises Ebisu et Daikokuten                                         |
| 2013  | L'actrice Marilyn Monroe, une Oiran, courtisane japonaise de haut-rang, et Ultraman  |
| 2015  | La Guerre des étoiles de George Lucas et Autant en emporte le vent de Victor Fleming |

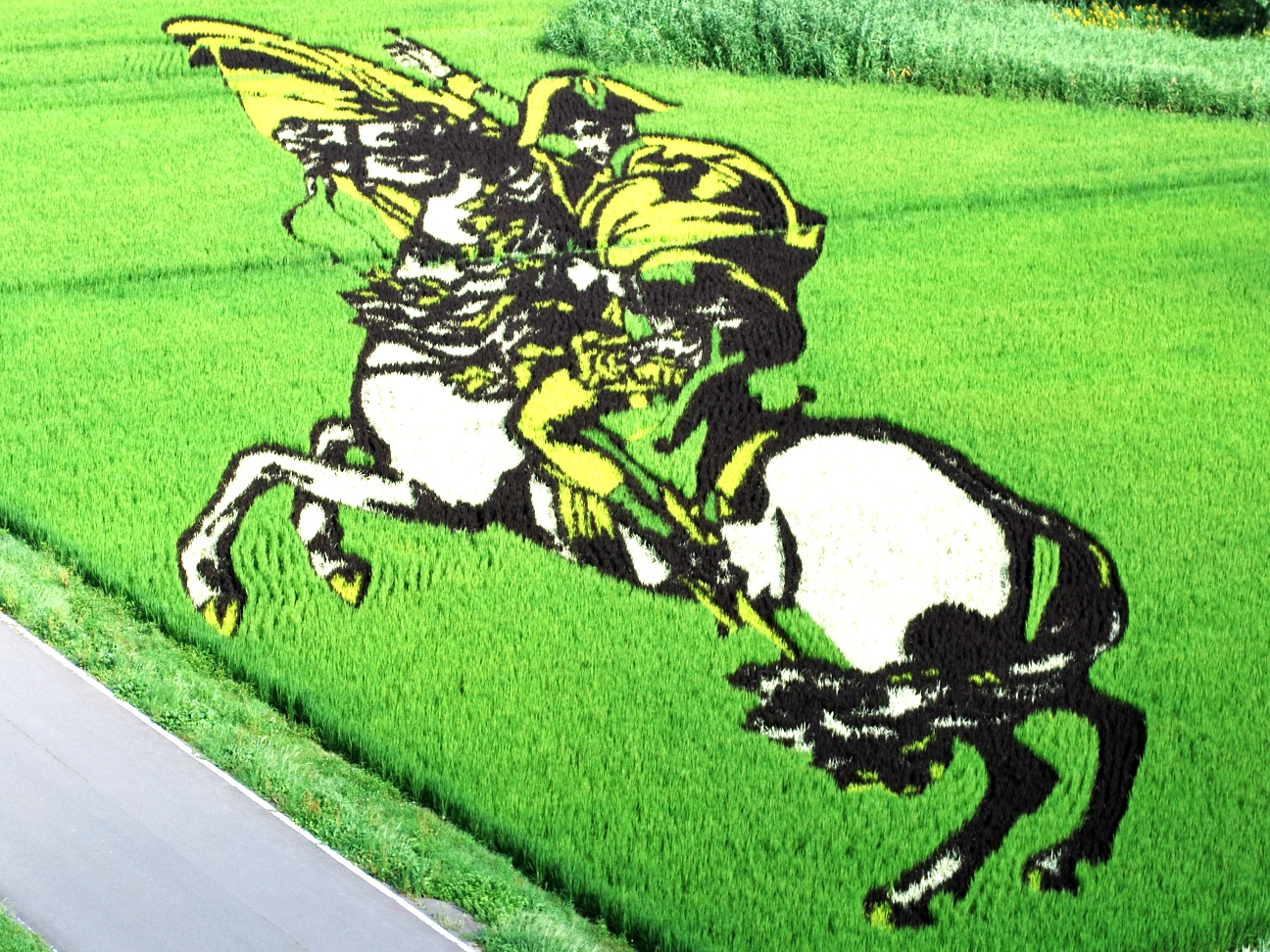
Inakadate 2009 : Napoléon Ier.
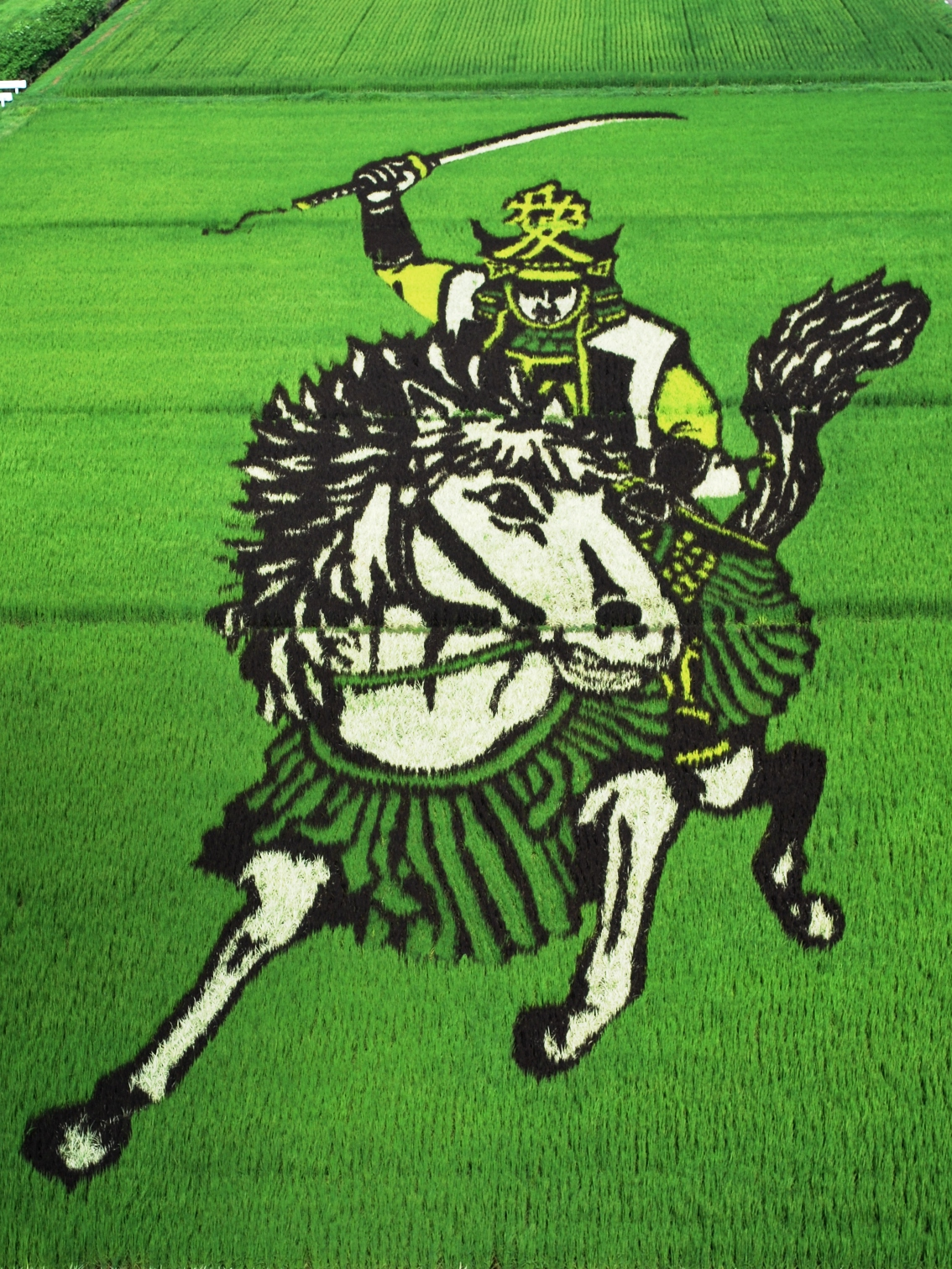
Inakadate 2009 : Naoe Kanetsugu, guerrier de l'époque Sengoku (milieu du XVe siècle-fin du XVIe siècle).
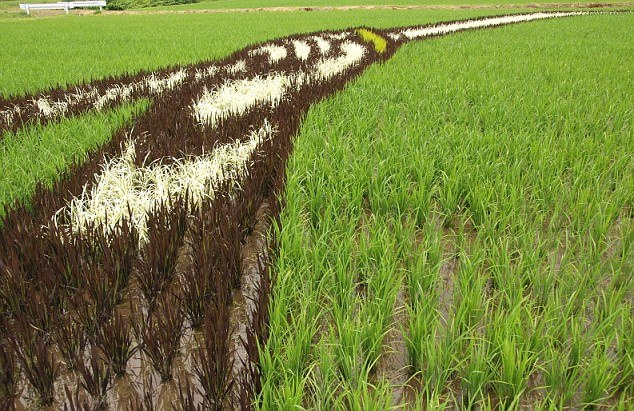
Inakadate 2009 : détail de l'œuvre guerrier de l'époque Sengoku.
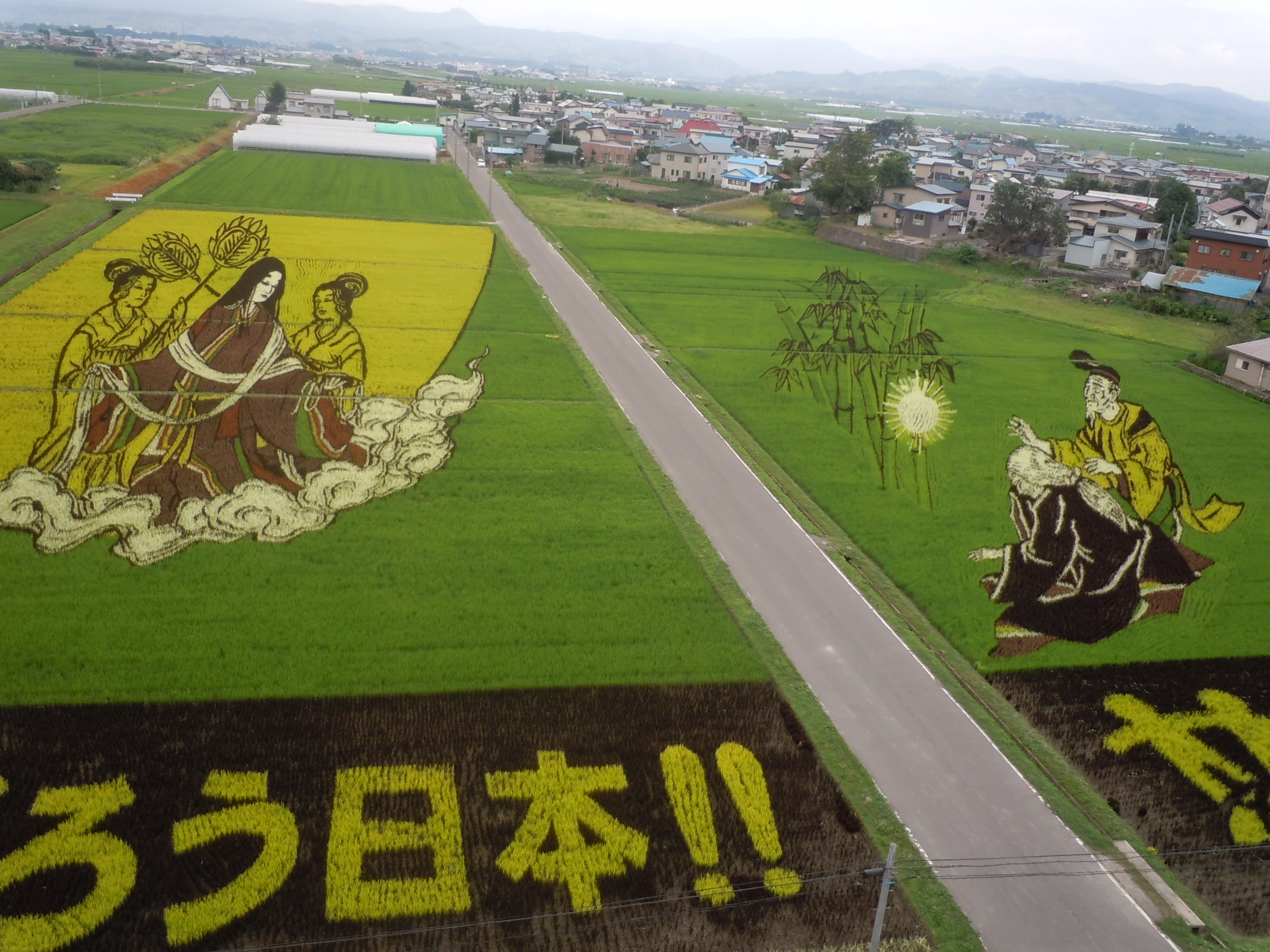
Inakadate 2011 : illustration du conte du coupeur de bambou.
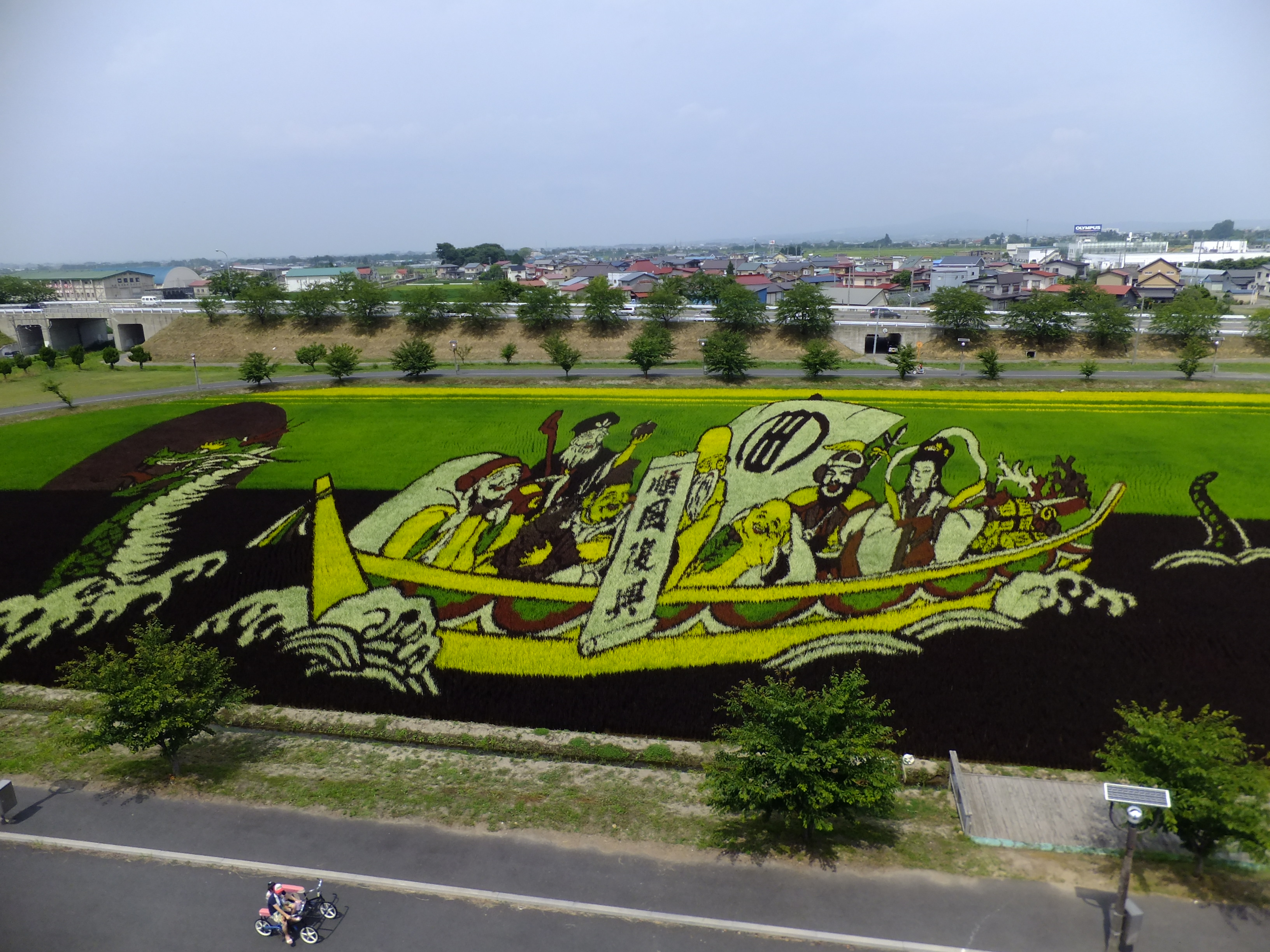
Inakadate 2012 : les sept divinités de la bonne fortune dans leur bateau-trésor.

### Partenaires économiques

#### Sponsoring
Début 2007, le thème retenu pour l'année 2008, la 16e édition de tambo art, est les sept divinités de la bonne fortune de la mythologie japonaise avec la représentation d'Ebisu, dieu des pêcheurs, des marchands et de la prospérité, et Daikokuten, dieu de la richesse, du commerce et des échanges.
À la fin de l'automne, compte tenu du succès rencontré par l'événement pendant la période estivale (240 000 visiteurs), le comité chargé de l'organisation de la manifestation culturelle décide de lever des fonds, notamment pour payer la facture d'eau et d'électricité. Un journal local, Tōō Nippō, qui fête le 120e anniversaire de sa première publication, propose alors de sponsoriser l'événement. Sa proposition est acceptée et le logo d'un de ses partenaires commerciaux, la Japan Airlines, est associé à la fresque végétale représentant le dieu de la fortune,.
Début juin 2008, cinq variétés différentes de riz sont utilisées et deux champs d'une superficie totale de 1,5 ha sont aménagés derrière la mairie du village pour accueillir plus de 1 500 bénévoles venus pour la plantation du riz. Cependant, début juillet, sous la pression de l'ancien maire du village, propriétaire des champs de riz, le syndicat d’initiative de la ville vote à la majorité la suppression du logo de l'entreprise Tōō Nippō.
En janvier 2009, l'entreprise Tōō Nippō, qui avait réclamé une compensation financière dès septembre 2008, obtient du village d'Inakadate le paiement de dommages et intérêts.
Depuis cette affaire, la préfecture d'Aomori apporte son soutien financier au village d'Inakadate.

#### Campagnes publicitaires
En 2014, l'agence de communication Hakuhōdō lance une campagne publicitaire associant le tambo art d'Inakadate à un code QR permettant de commander à distance du riz produit par le village d'Inakadate. Cette campagne remporte cinq récompenses au festival international de la créativité qui a lieu chaque année à Cannes, en France, et fait connaître le riz d'Inakadate jusqu'au États-Unis.

## Ailleurs au Japon
Au milieu des années 2000, l'initiative du village d'Inakadate inspire d'autres communes de l'archipel japonais qui connaissent les mêmes difficultés économiques.
En 2013, 137 communes du Japon pratiquent le tambo art, principalement dans le Tōhoku, région du nord du Japon.
Ainsi, les communes d'Asahikawa sur l'île d'Hokkaidō, Yonezawa (préfecture de Yamagata), Anjō (préfecture d'Aichi), le bourg de Maki à Ōmihachiman (préfecture de Shiga), ou encore Uji (préfecture de Kyoto), ont bénéficié du savoir-faire technique des techniciens du syndicat d'initiative d'Inakadate pour développer leurs propres œuvres. De même, dans la région de Tokyo, la plus importante manifestation de tambo art, se déroule chaque année depuis 2008 à Gyōda dans la préfecture de Saitama,.

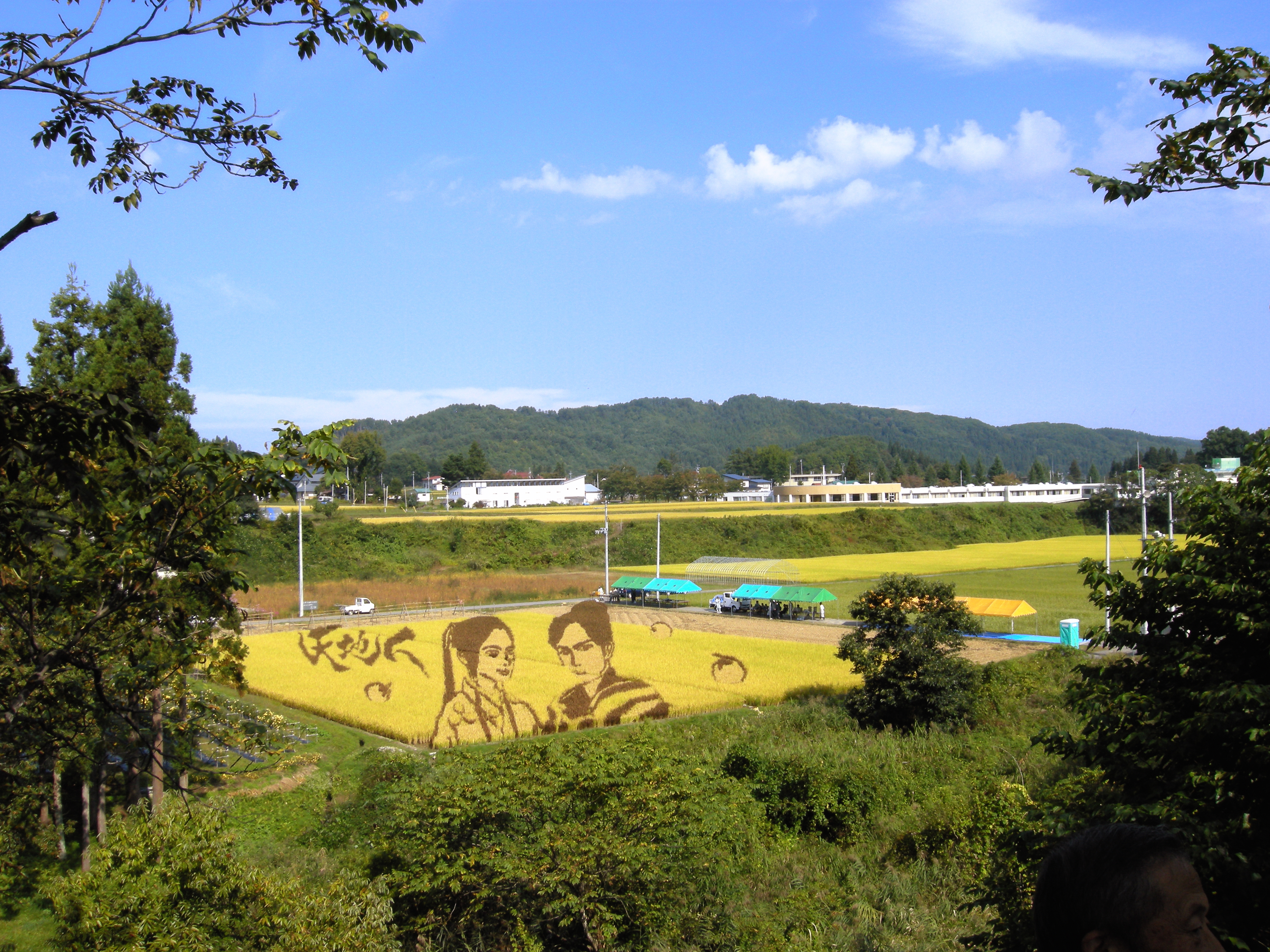
Yonezama 2009 : illusration de la fiction historique Tenchijin[n 2].
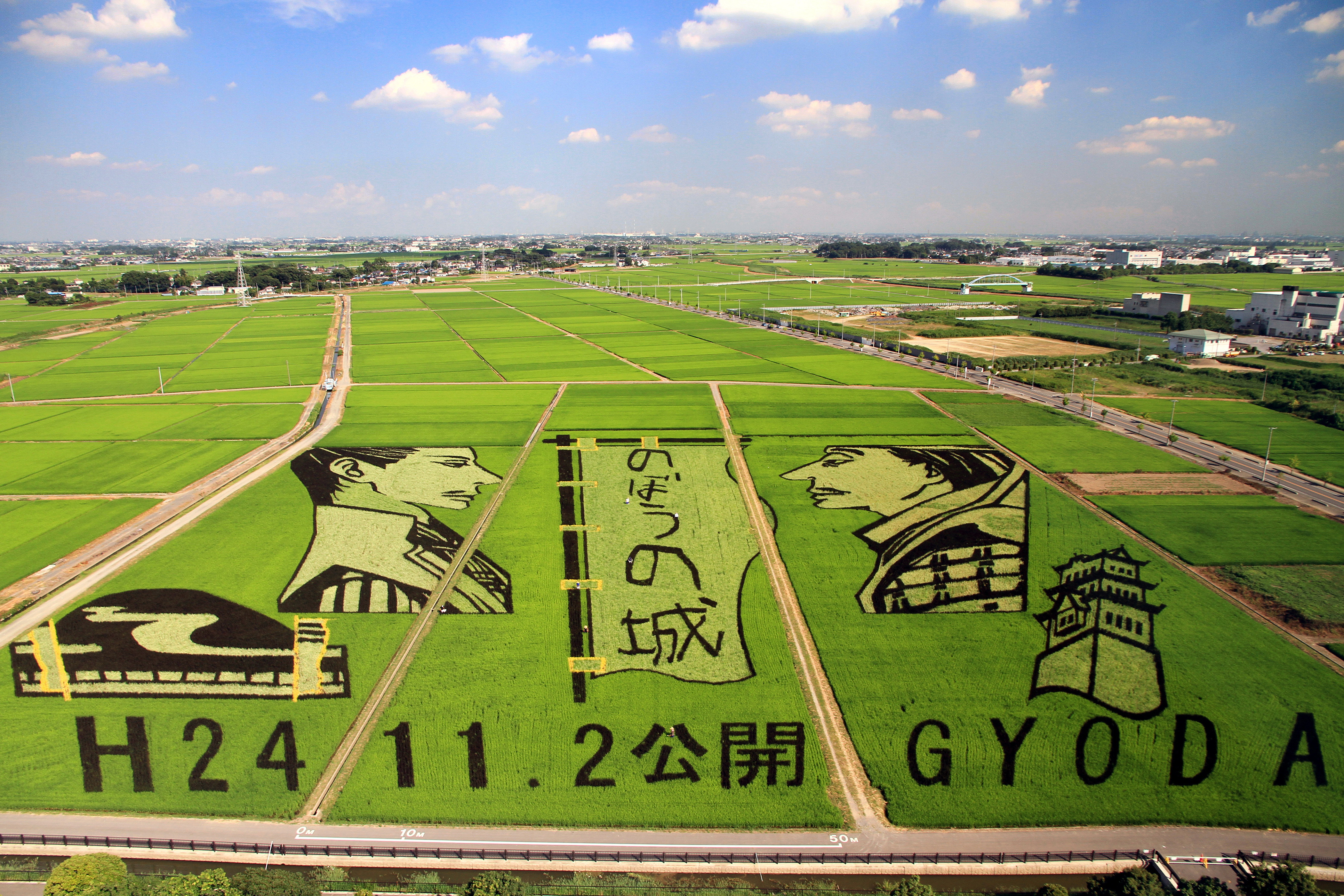
Gyōda 2012 : illustration d'un roman de Wada Ryō[n 3].
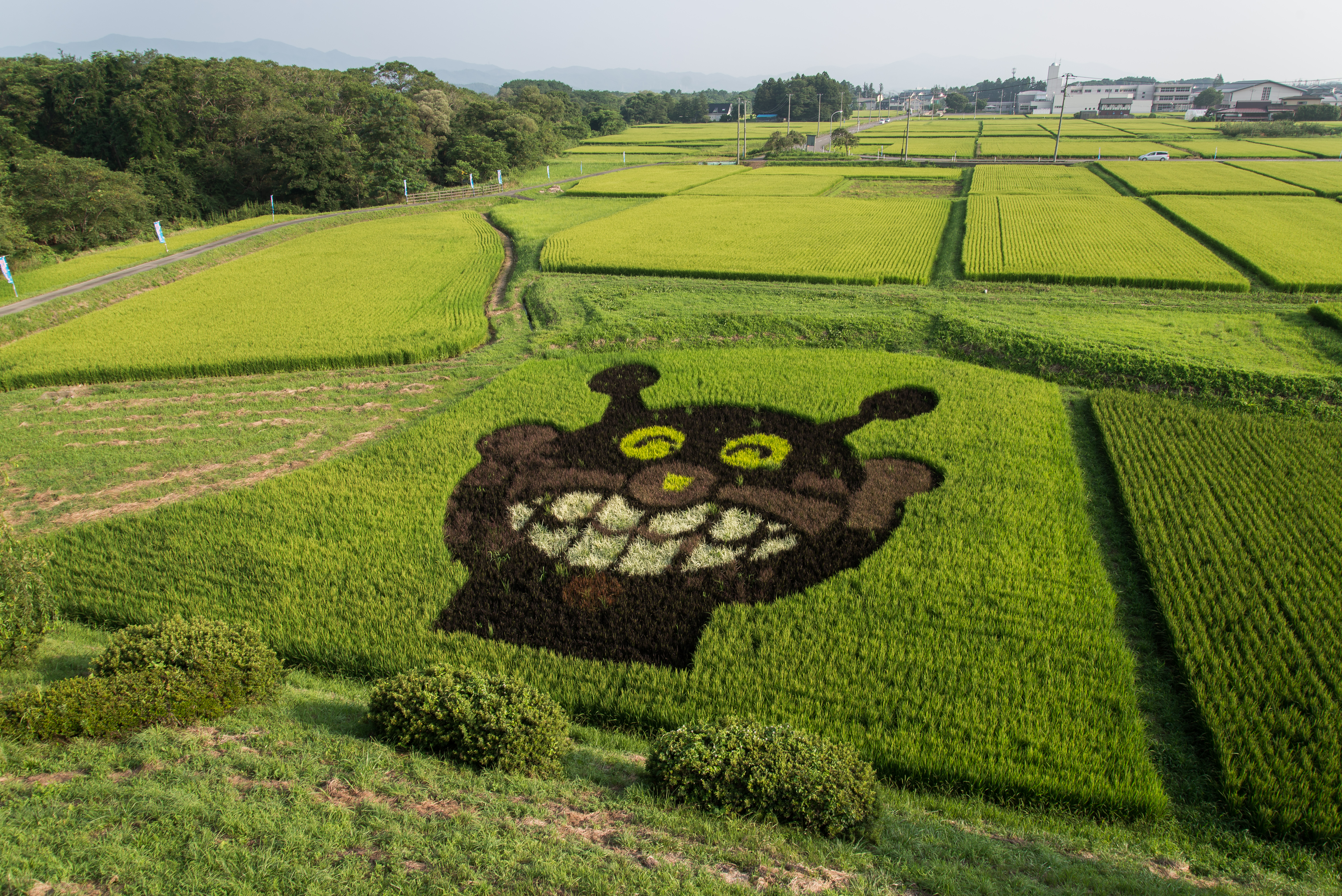
Ōshū 2013 : Baikinman d'après la BD japonaise Anpanman de Takashi Yanase.
- Kagamiishi 2015 : aperçu des étapes de création d'une œuvre de tambo art.

## Ailleurs dans le monde

### Asie

#### Chine
En République populaire de Chine, la pratique du tambo art, apparaît au début des années 2010.

##### Shenyang

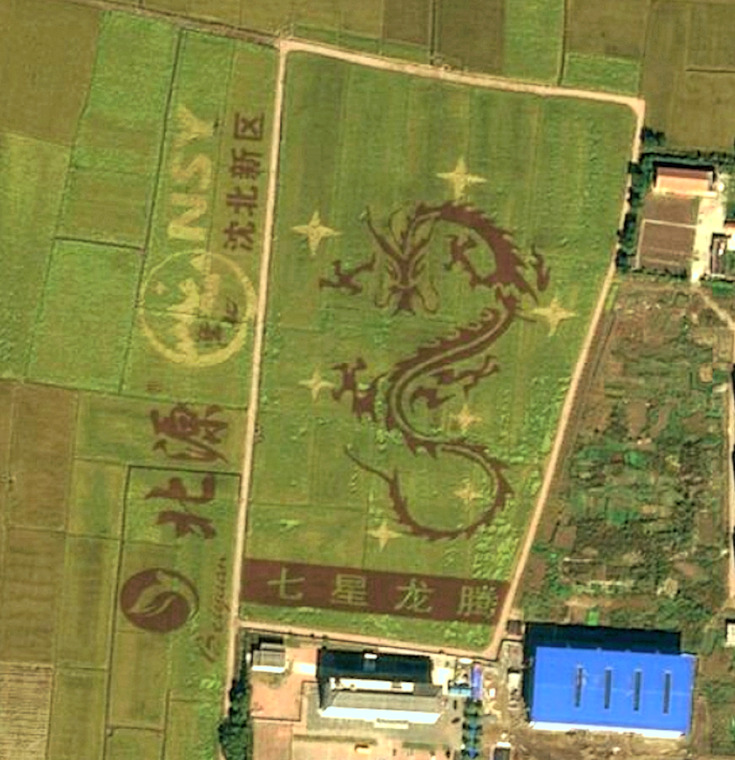
Shenyang : « sept étoiles et un dragon » (2012).

Au début des années 2000, le mouvement général d'urbanisation du vaste territoire de la Chine s'accélère, et le niveau de vie de nombreux citoyens chinois s'élève. L'élargissement de la classe moyenne s'accompagne d'une augmentation du nombre de consommateurs désireux de s'offrir des périodes de loisir. À partir de 2011, afin de tirer un bénéfice économique de cette transformation sociale, des entrepreneurs de Shenyang, l'un des greniers à maïs de l'Empire du milieu, capitale du Liaoning, une province du nord-est du pays, se mettent à développer des projets d'agritourisme,. S'inspirant d'initiatives prises par plusieurs municipalités japonaises, l'un d'entre eux organise, en 2012, des visites de rizières, et consacre une partie des terres cultivées à la création de quinze œuvres de tambo art représentant des animaux, des personnages de bande dessinée, des figures de l'opéra de Pékin, des logos d'entreprises, des slogans publicitaires et des messages de bienvenue,,. Les fermiers de la minorité ethnique xibe, qui ont, sur une période de trois mois, de mars à début juin, confectionné les tableaux végétaux en utilisant trois variétés de riz, inventent ainsi une nouvelle façon rituelle de prier pour s'attirer des faveurs divines,. Dans le nouveau district de Shenbei, en particulier, une œuvre intitulée « sept étoiles et un dragon », une évocation d'un bien culturel du patrimoine culturel immatériel local : le papier découpé, s'étale sur 100 000 m2 (150 mu), formant, cette année-là, la plus vaste création du genre au monde,.
Le choix des thèmes des fresques végétales de l'année courante est arrêté collectivement en avril. Un patron est réalisé sur ordinateur avant le piquage du riz,. Pendant la période printanière, l'épiaison est contrôlée pour obtenir des épis de hauteurs ajustées, permettant de créer des nuances de couleurs et des effets de perspective. En été, des plates-formes d'observation surélevées sont à disposition des milliers de visiteurs, nationaux ou étrangers, venus apprécier le résultat final,.
À partir de 2013, le nombre de curieux, venus admirer les installations artistiques de Shenyang, a plus que triplé, passant de 15 000 à 50 000 en 2015. En juillet 2014, la manifestation culturelle est officiellement reconduite sur un ensemble de terres cultivées appelé « Tanbo Art Park ». En 2016, la zone d'exposition, intégrée à un parc agricole d'une superficie de 133 340 m2 (200 mu), présente au public 17 thèmes et personnalités de la culture chinoise. Un tableau figure un duel entre deux personnages de La Pérégrination vers l'Ouest, un classique de la littérature chinoise : le Roi des Singes et Nezha, un dieu de la mythologie chinoise. Un autre reproduit une image de Doraemon, le chat-robot de la série de manga écrite par Fujiko Fujio.

##### Ailleurs en Chine
En 2015, À l'occasion de la 10e édition de son festival d'animation et du dessin animé, la ville de Hangzhou, capitale de province du Zhejiang, se met aussi au tambo art, en réalisant quelques compositions végétales à l'aide de quatre variétés de riz de couleurs différentes. À l'automne 2015, des agriculteurs de la ville nouvelle de Chuansha, située dans le nord-est de la municipalité autonome de Shanghai, dévoile au public une œuvre de tambo art faite de cinq variétés de riz de couleurs différentes et représentant, sur une surface d'environ 8 000 m2, le personnage de fiction appartenant à l'univers Disney : Mickey Mouse. Les quelques mots associés au portrait de la célèbre figure de BD américaine forment un message de bienvenue adressé au Shanghai Disney Resort, un complexe de loisirs de la Walt Disney Company dont l'inauguration est programmée pour 2016,. Au même moment, à Fengjing, dans le district de Jinshan (partie sud-ouest de Shanghai), de nombreux  badauds affluent pour admirer la création personnelle d'un chercheur en agronomie à la retraite. Depuis 2002, Jinxiang Chen pratique la riziculture dans le jardin attenant à son domicile. Utilisant pas  moins de 800 variétés, il crée des cultivars de riz dont les épis et les graines sont de couleurs variées. En 2015, assisté de son épouse, l'homme, âgé de 71 ans, rend un hommage à sa mère patrie, en en confectionnant une carte immense, à l'aide d'un nuancier de dégradés de vert et de violet constitué par 30 variétés de la céréale dont le premier producteur mondial est la Chine. L'œuvre artisanale, débutée en juin, et étalée sur une superficie de 700 m2, représente toutes les provinces de Chine, Taïwan, et des possessions chinoises de la mer de Chine méridionale,.

#### Corée du Sud
La première œuvre sud-coréenne de tambo art est réalisée en 2008, par des habitants du district de Goesan, dans la province du Chungcheong du Nord. Localement, l'art des rizières, pratiqué suivant le modèle d'Inakadate, est appelé « art de la ferme ». Les agriculteurs de Goesan l'adopte dans le but de développer un support publicitaire et une activité de tourisme rural basée sur une agriculture paysagère. Dès 2009, ils transmettent le savoir-faire qu'ils ont acquis et breveté à une quarantaine de municipalités coréennes des provinces de Jeolla du Nord, Gyeongsang du Nord, Gangwon et Chungcheong du Sud. Et leur initiative éveille l'intérêt d'entreprises de la région souhaitant promouvoir leur marque,. La même année, ils élaborent une composition végétale de 40 000 m2 représentant quatre joueurs de samulnori, un genre de musique coréenne traditionnelle (leur première création, en 2008, n'en figurait qu'un seul,),. En 2010, à Goesan, l'une des œuvres représente un tigre rugissant sous la pleine lune, étalé sur 3 000 m2 de rizière,. Deux ans plus tard, à Gimhae, dans la province du Gyeongsang du Sud, les villageois de Bongha honorent, d'un portrait végétale de 1 000 m2, l'un des leurs devenu président de la République en 2003 : Roh Moo-hyun. De même, pour annoncer la tenue, sur son territoire, du festival mondial de la culture immatérielle, la ville de Gangneung, située près de la mer du Japon dans la province de Gangwon, crée un tableau figurant le logo de l'ICCN, un réseau international de municipalités engagées dans la préservation du patrimoine culturel immatériel mondial, et deux masques rituels de la fête traditionnelle Dano-je. En 2017, tandis que Goesan dévoile sa dixième création : une représentation d'un coq de feu, animal de l'année du zodiaque chinois,, Gangneung, ville co-organisatrice des Jeux olympiques et paralympiques d'hiver de 2018, dessine, sur une surface plantée de riz de 18 000 m2, les mascottes de la manifestation sportive internationale, un tigre blanc et un ours noir d'Asie : Soohorang et Bandabi,. Et, à Busan, dans l'arrondissement Gangseo, des agriculteurs expriment leur vœu de devenir l'hôte de Exposition universelle de 2030 à l'aide d'une installation de 900 m2 réunissant des symboles du district : le pont Gwangan, le festival international des feux d’artifice, les gratte-ciel du quartier high-tech Centum City.

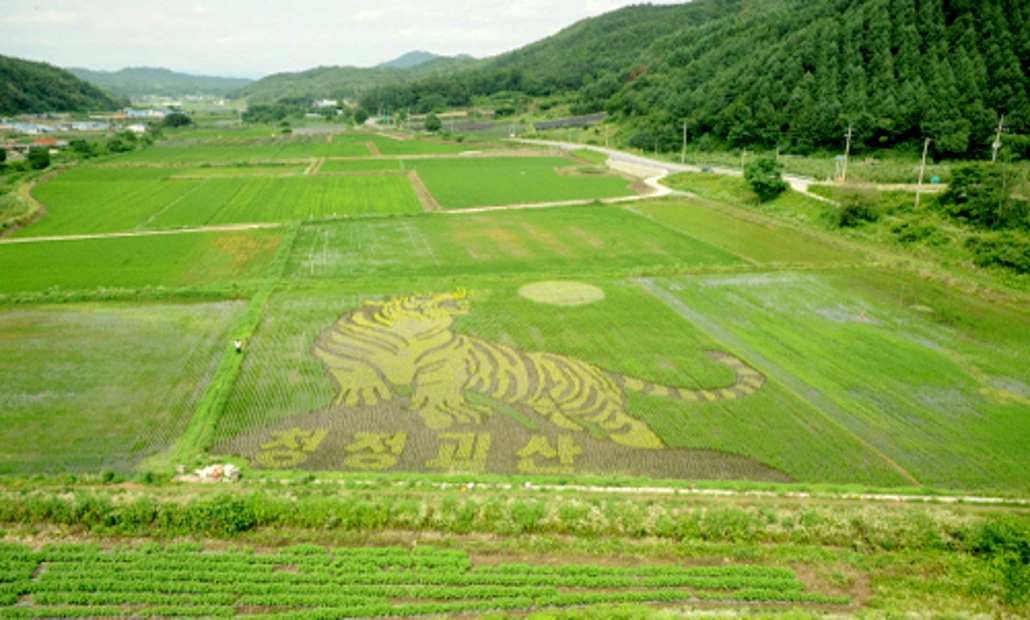
Œuvre de tambo art figurant un tigre, à Goesan (2010).
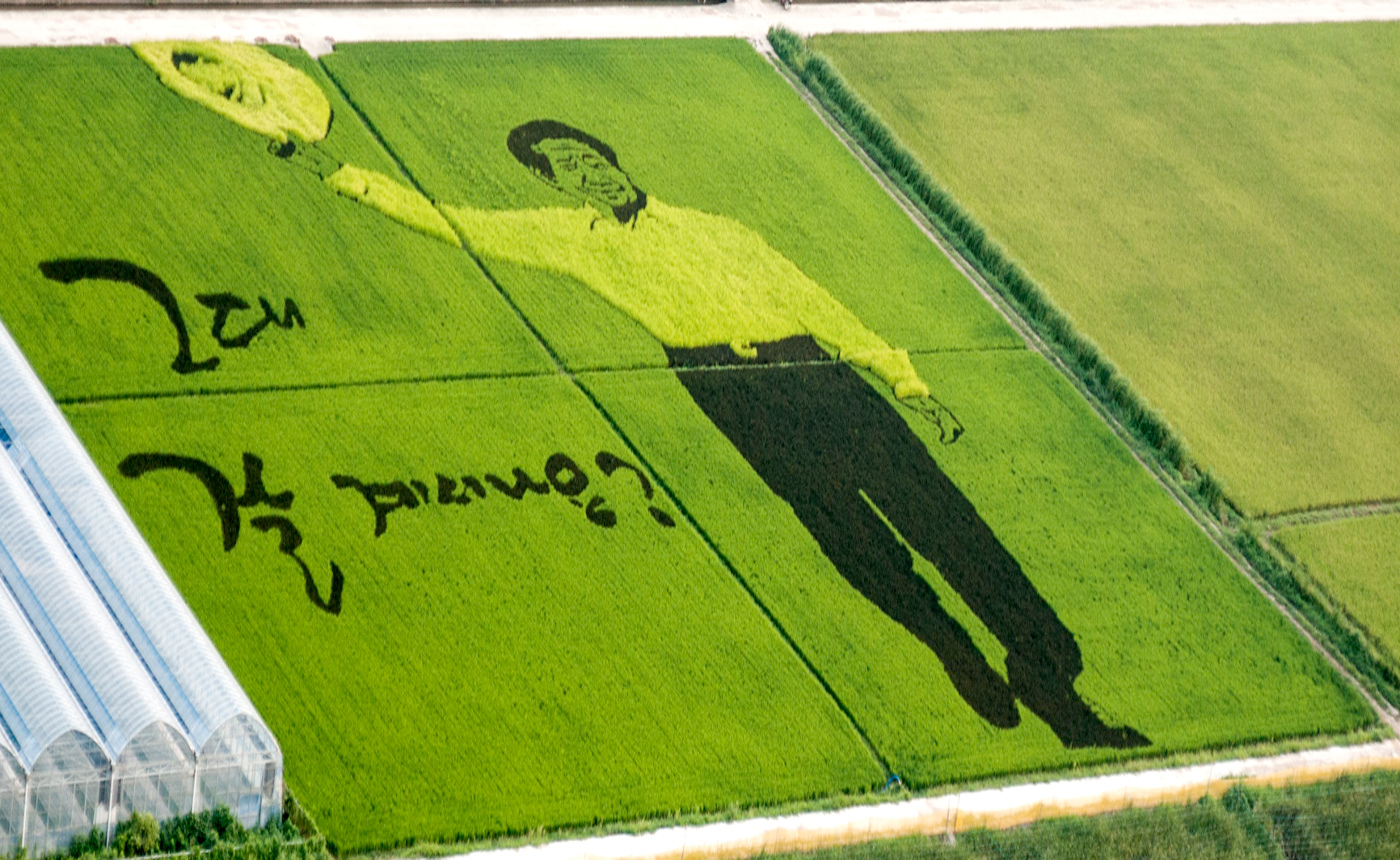
Portrait de Roh Moo-hyun, à Gimhae (2012).
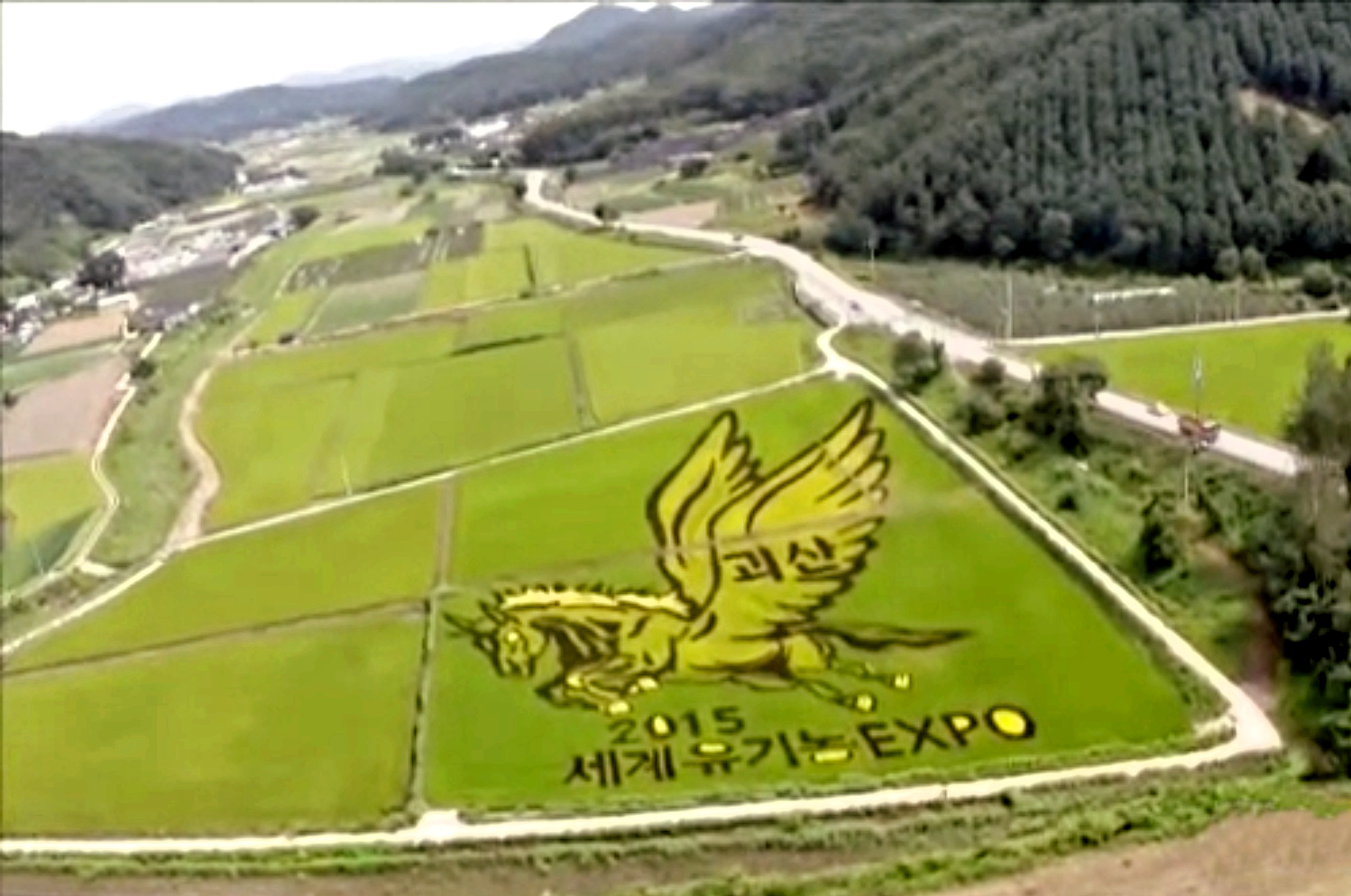
Représentation de Chonma, annonçant l'Expo de l'alimentation biologique 2015[82], à Goesan (2014)[79],[83].

#### Taiwan
Durant la période du « miracle taïwanais » (seconde moitié du XXe siècle), Taïwan passe rapidement d'une économie basée sur l'agriculture à une économie à vocation industrielle,. La population agricole, qui représentait en 1975 40 % de l'ensemble de la population du pays, chute à environ 10 % vers la fin des années 2000. En particulier, les producteurs de la denrée de base des Taïwanais : le riz, la plus importante production agricole de Taïwan mobilisant, en 2002, 40 % des surfaces cultivées de l’île et la moitié de la population paysanne, se tournent vers l'agriculture biologique et l'innovation technologique pour faire face à la concurrence des produits d'importation — en 2002, la République de Chine devient membre de l'OMC, ce qui l'oblige à ouvrir son marché intérieur aux exportateurs internationaux —, et aux changements d'habitudes alimentaires des consommateurs, — la consommation de riz par an et par habitant était de 83 kg en 1986, puis de 50 kg en 2001. Le développement de l'industrie reste cependant modeste dans certains comtés du pays insulaire. C'est le cas exemplaire du comté d'Hualien. Le plus grand comté de la République de Chine, situé sur la côte orientale de l'île principale taïwanaise, échoue à attirer sur son territoire des entreprises du secteur secondaire en nombre suffisant pour permettre son décollage industriel. Dès le milieu des années 1990, les autorités administratives locales envisagent de promouvoir le tourisme comme alternative. En 2001, le gouverneur du comté inaugure un nouveau bureau local du tourisme, et s'associe avec ses pairs des comtés voisins d'Yilan et de Taitong pour lancer le développement touristique de la région Est, en mettant en valeur ses paysages naturels préservés et sa diversité culturelle. L'année suivante, les trois districts de la côte Est reçoivent le soutien du gouvernement central qui se fixe pour objectif le doublement en six ans du nombre de touristes entrant sur le territoire national. le conseil de l'Agriculture (en), un organisme gouvernemental, encourage l'essor d'une agriculture de loisir à côté de l'agriculture vivrière. Des terres rizicoles sont converties en terrains de cultures paysagères, et le tambo art, originaire d'Inakadate, devient dans tout le pays un argument marketing du tourisme rural

##### Expérimentations
Au début des années 2000, dans le nord-est de l'île de Taïwan, les autorités administratives du comté de Miaoli, adoptent le tambo art comme débouché économique et culturel, intégré à leurs projets de revitalisation des zones rurales et de mise en valeur de la tradition rizicole locale auprès de leurs administrés. En 2002, une association d'agriculteurs de la commune urbaine de Yuanli réserve une surface de 6 500 m2 de rizière destinée à l'expérimentation. À l'aide de deux variétés de riz, l'une verte, l'autre violette, les riziculteurs dessinent un soleil, des silhouettes d'animaux, le logo de l'association, et des messages dont un « Welcome to Yuan-Li »,,. Par la suite, un concours d'art des rizières, auquel est associé un concours photo, est organisé. Les communes de Houlong et de Nanzhuang, et la ville de Miaoli, capitale du comté, se joignent à Yuanli pour réaliser 8 œuvres de tambo art réparties sur 45 400 m2. Vers la fin des années 2000, les planteurs de riz de Yuanli introduisent deux nouvelles couleurs dans leurs tableaux artistiques : le jaune et le blanc, et commencent à transmettre le savoir-faire qu'ils ont acquis année après année à la ville voisine de Taichung, et aux comtés de Hsinchu, Yunlin, Taoyuan, et Hualien,,.

##### Développement
En 2010, assurés dans leurs compétences artistiques, les paysans de Yuanli se lancent dans le marketing publicitaire. Au début de l'année, un homme verse environ 730 euros (30 000 dollars de Taïwan) à l'association agricole de Yuanli pour un message de demande en mariage associé à la silhouette d'un couple formé d'un homme et une femme. En juin, sa fiancée découvre le tableau végétal, et, devant une foule d'amis et de curieux, accepte la proposition de son compagnon. En automne, au cours de la seconde saison annuelle de culture du riz, deux étudiantes rassemblent des sponsors locaux pour financer la figuration dans la rizière d'une carte de Taïwan et d'un message de soutien à l'ONG internationale 350.org engagée dans la lutte contre le réchauffement climatique.
Au milieu des années 2010, les œuvres végétales de Yuanli deviennent plus élaborées. En 2016, à la famille de pandas de l'année précédente, succèdent, au printemps, une « Q-version » de la déesse marine Mazu dont le culte traditionnel est inscrit depuis 2009 sur la liste du patrimoine culturel immatériel de l'humanité, puis, en automne, sept dinosaures en quatre couleurs, dont un tricératops et un brontosaure, une évocation du film Jurassic Park qui a survécu au passage de deux typhons,.
Suivant l'exemple de Yuanli, d'autres communes taïwanaises tentent de capter une part de la manne financière apportée par le développement national de l'agritourisme. En 2015, par exemple, le gouvernement du comté de Pingtung, comté le plus méridional de Taïwan, s'associe avec la filiale japonaise du groupe sud-coréen Naver, éditrice de l'application mobile LINE, pour organiser dans la ville de Pingtung une manifestation culturelle intitulée « Color rice field art festival ». Fin mars, à cheval sur les communes de Nanzhou et Donggang, 11 750 m2 de rizière transformés en support publicitaire quadricolore présentent les personnages virtuels de LINE devenus populaires en Asie : un lapin, un canard et un ours,. Deux mois et demi plus tard, le champ de riz, qui a attiré 660 000 visiteurs, est moissonné, et fournit 4,5 tonnes de céréales revendues par la suite via une plate-forme internet, l'argent recueilli servant à financer un fonds d'aide aux plus démunis.

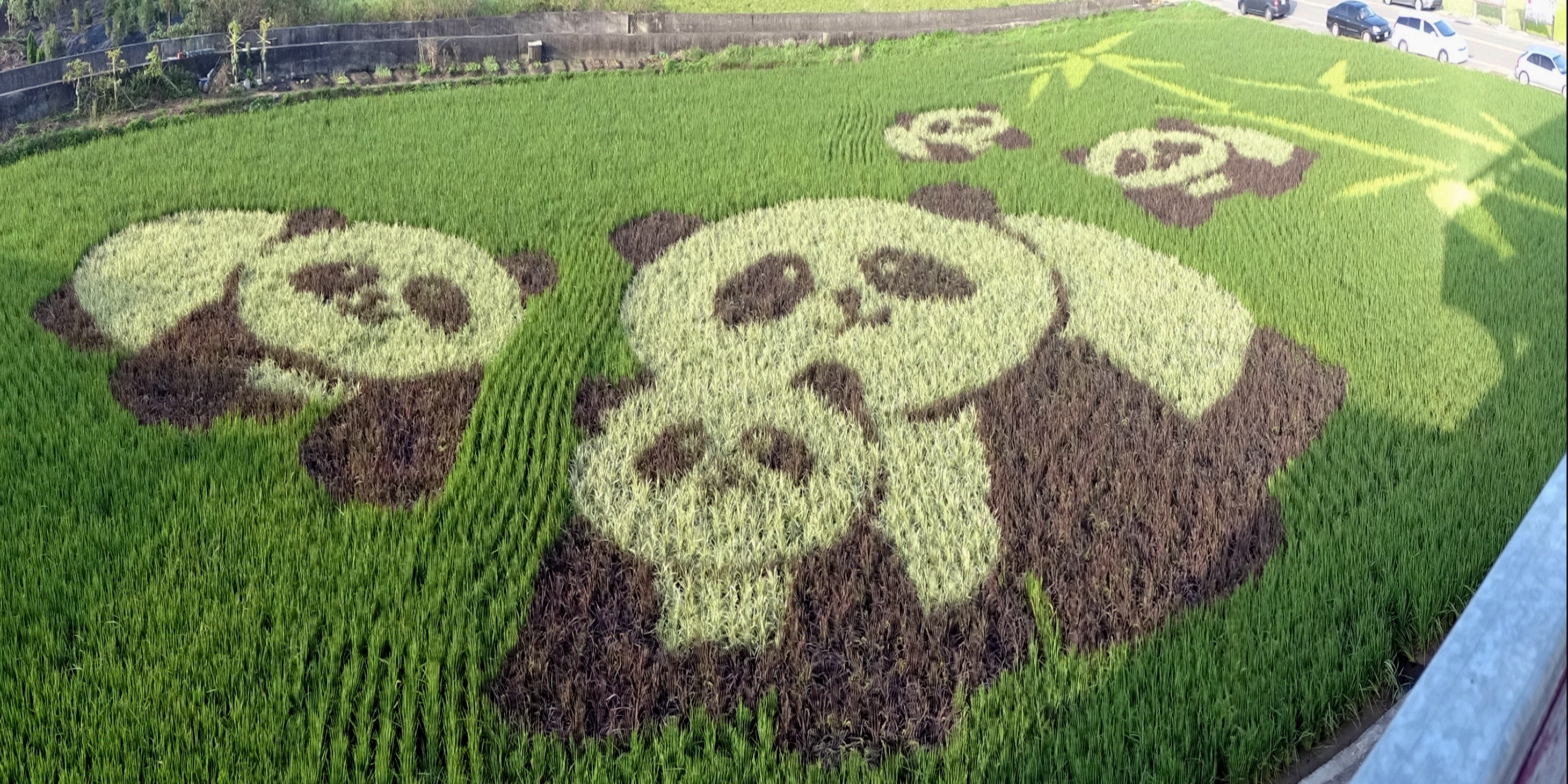
Yuanli : œuvre de tambo art représentant des pandas (2015).
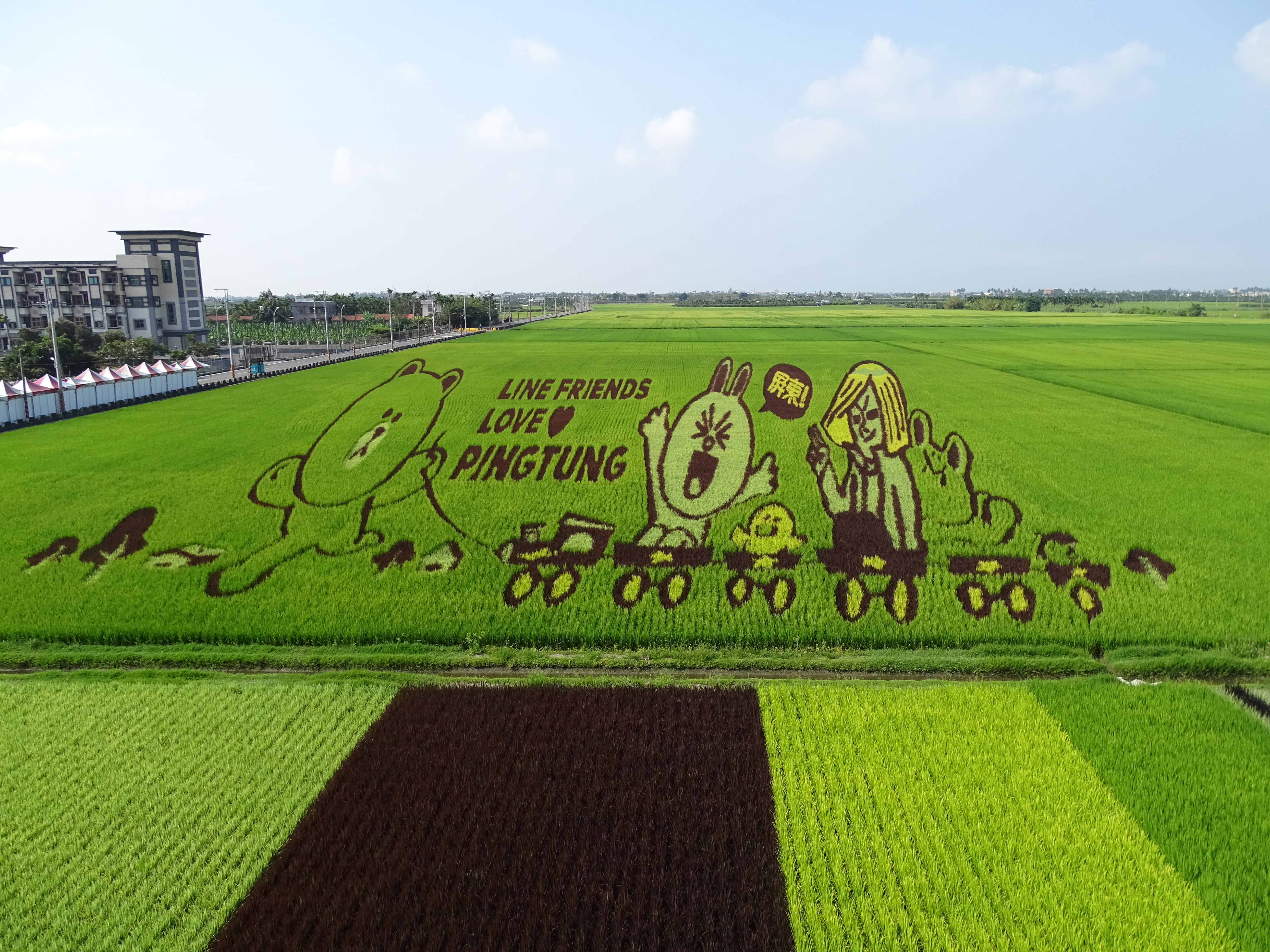
Pingtung : publicité pour l'application mobile LINE (2015).
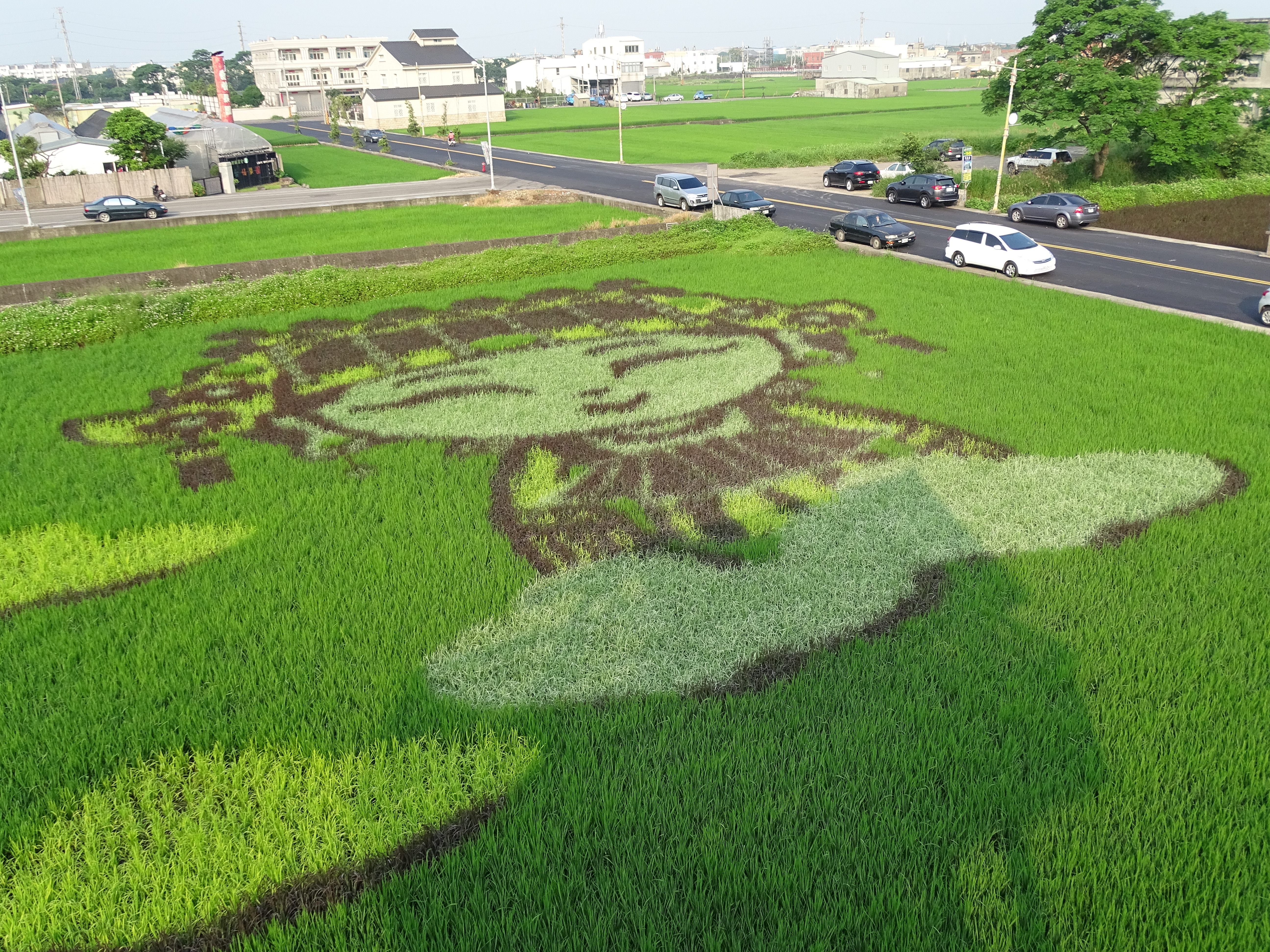
Yuanli : la déesse marine Mazu (printemps, 2016).
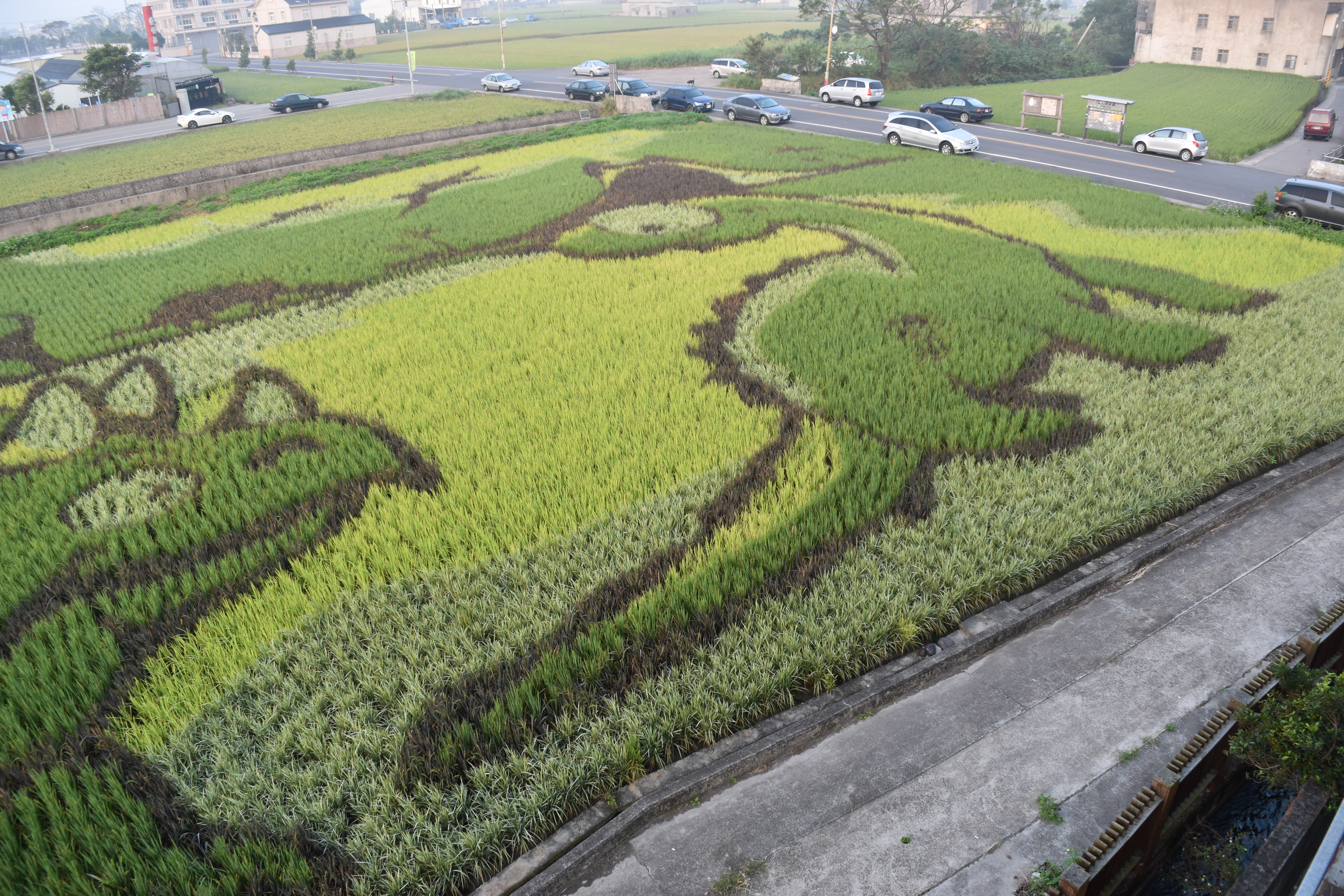
Yuanli : des dinosaures (automne, 2016).
- Tainan : une « Q-version » de la déesse bouddhique Guanyin et Des glaneuses d'après Jean-François Millet (2017).

#### Philippines
Début 2015, au cours d'un voyage d'études à Taïwan, un sous-directeur de l'Institut philippin de recherche sur le riz (PhilRice) découvre le tambo art originaire d'Inakadate. De retour à Muñoz, aux Philippines, il intègre, dans un programme de présentation de techniques modernes de riziculture, la création d'une œuvre d'art des rizières. Celle-ci, arrivée à maturité, en août, au cœur de la saison humide, figure un portrait bicolore du poète et héros national José Rizal,,. L'année suivante, lors de la saison sèche, le PhilRice créé un tableau végétal de 1 600 m2 représentant deux jeunes acteurs philippins Alden Richards (en) et Maine Mendoza, une « love team » surnommée « AlDub (en) », et populaire auprès de la génération Y. La « toile », composée de deux variétés de riz, l'une verte l'autre violette, et esquissée préalablement par ordinateur, n'est appréciable que d'un seul point de vue, selon la technique de l'anamorphose. Elle constitue une initiative à vocation éducative : éveiller l'interêt de la jeunesse pour la riziculture et l'agriculture en général,. Durant la seconde moitié du mois de mars, plus de 2 000 personnes sont venues admirer le travail réalisé par le personnel de l'institut de recherche. Plus tard dans l'année, au cours de la saison des pluies, le couple d'idoles des jeunes est remplacé par les visages du président de la République et de sa vice-présidente : Rodrigo Duterte et Leni Robredo, installés à la tête du pays depuis le 30 juin 2016. Le recours aux deux figures populaires de l'exécutif présidentiel associées au slogan « Rice up Pilipinas » vise à sensibiliser l'ensemble de la population philippine, les agriculteurs au premier chef, au sujet des menaces qui pèsent sur la production rizicole et l'agriculture en général. Ce secteur d'activité économique, qui emploie un tiers des actifs au début des années 2010, doit faire face au dérèglement climatique, à une production insuffisante ne garantissant pas la sécurité alimentaire et au vieillissement du personnel agricole. Le PhilRice met l'accent sur la nécessité du développement technologique et l'innovation telle que l'agritourisme,. Début 2017, il rend hommage à deux stars du cinéma philippin : Coco Martin, l'acteur principal de la série télévisée populaire Ang Probinsyano, et Fernando Poe Jr, réalisateur, en 1997, du film dont la série est tirée,. Au second semestre 2017, c'est au tour de Kathryn Bernardo et Daniel Padilla, un supercouple philippin connu sous le nom de « Kathniel », d'être honorés à Muñoz, tandis qu'un portrait de Ferdinand Marcos, chef de l'État philippin de 1965 à 1986, est créé dans une rizière de l'Ilocos Norte, et, sur l'île de Mindanao, le visage de Duterte émerge d'un champ de riz de la municipalité de Midsayap.

### Europe

#### France
En France, dans le cadre de la manifestation culturelle Marseille-Provence 2013, l’artiste Pierre Duba crée une installation de tambo art aux marais du Vigueirat dans la commune d'Arles. L'événement est organisé par un centre national des arts de la rue et de l'espace public, Le Citron Jaune, qui a introduit l'art des rizières en France en 2012.